# Rio Casca
Rio Casca è un comune del Brasile nello Stato del Minas Gerais, parte della mesoregione della Zona da Mata e della microregione di Ponte Nova.
In questo comune è nata l'attrice pornografica Olivia Del Rio.